# Zaborce (rejon oszmiański)
Zaborce (biał. Забарцы; ros. Заборцы) − wieś na Białorusi, w obwodzie grodzieńskim, w rejonie oszmiańskim, w sielsowiecie Żuprany.

## Historia
W czasach zaborów zaścianek w gminie Kucewicze, w powiecie oszmiańskim, w guberni wileńskiej Imperium Rosyjskiego. W 1866 roku liczył 10 dusz rewizyjnych, należała do dóbr Latowicze Czapskich. W 1905 roku wieś liczyła 41 mieszkańców, 53 dziesięcin.
W latach 1921–1945 wieś leżała w Polsce, w województwie wileńskim, w powiecie oszmiańskim, w gminie Kucewicze.
W 1931 wieś w 9 domach zamieszkiwało 49 osób.
Wierni należeli do parafii rzymskokatolickiej w Żupranach i prawosławnej w Oszmianie. Miejscowość podlegała pod Sąd Grodzki w Oszmianie i Okręgowy w Wilnie; właściwy urząd pocztowy mieścił się w Kucewiczach.
Po II wojnie światowej w granicach Związku Sowieckiego. Od 1991 w niepodległej Białorusi.